# Argemone glauca
Argemone glauca là một loài thực vật có hoa trong họ Anh túc. Loài này được (Nutt. ex Prain) Pope mô tả khoa học đầu tiên năm 1929.

## Hình ảnh

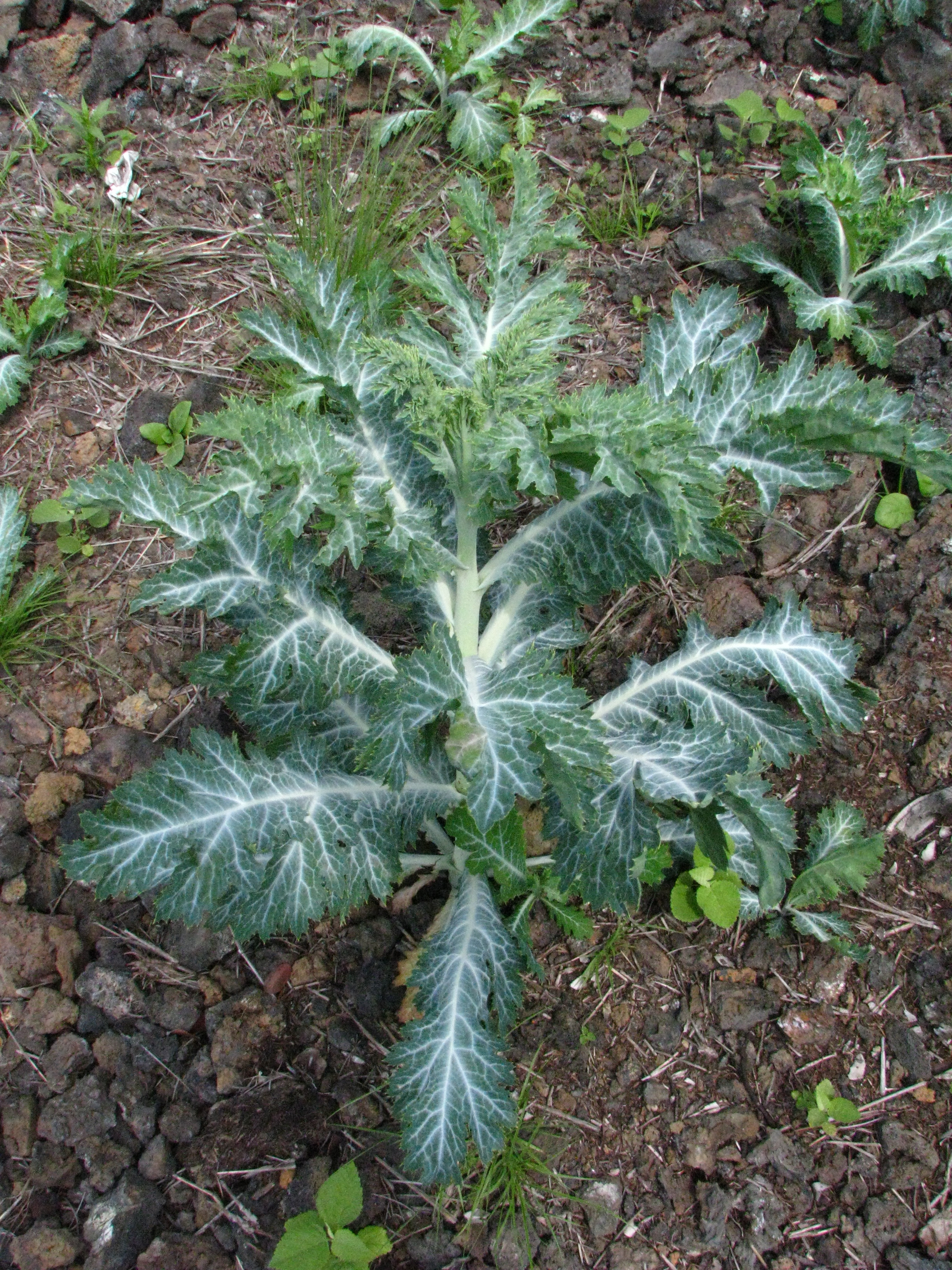
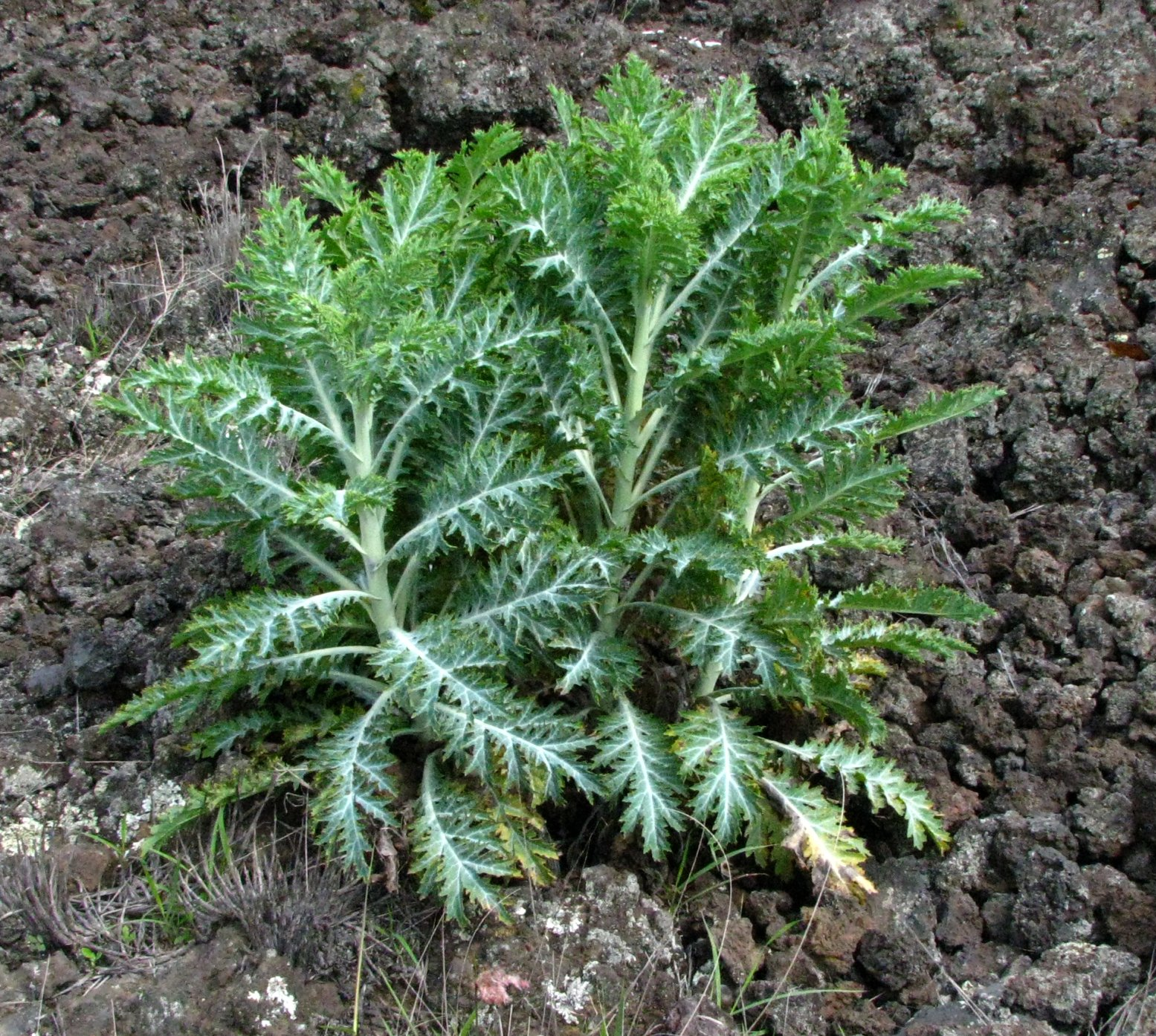
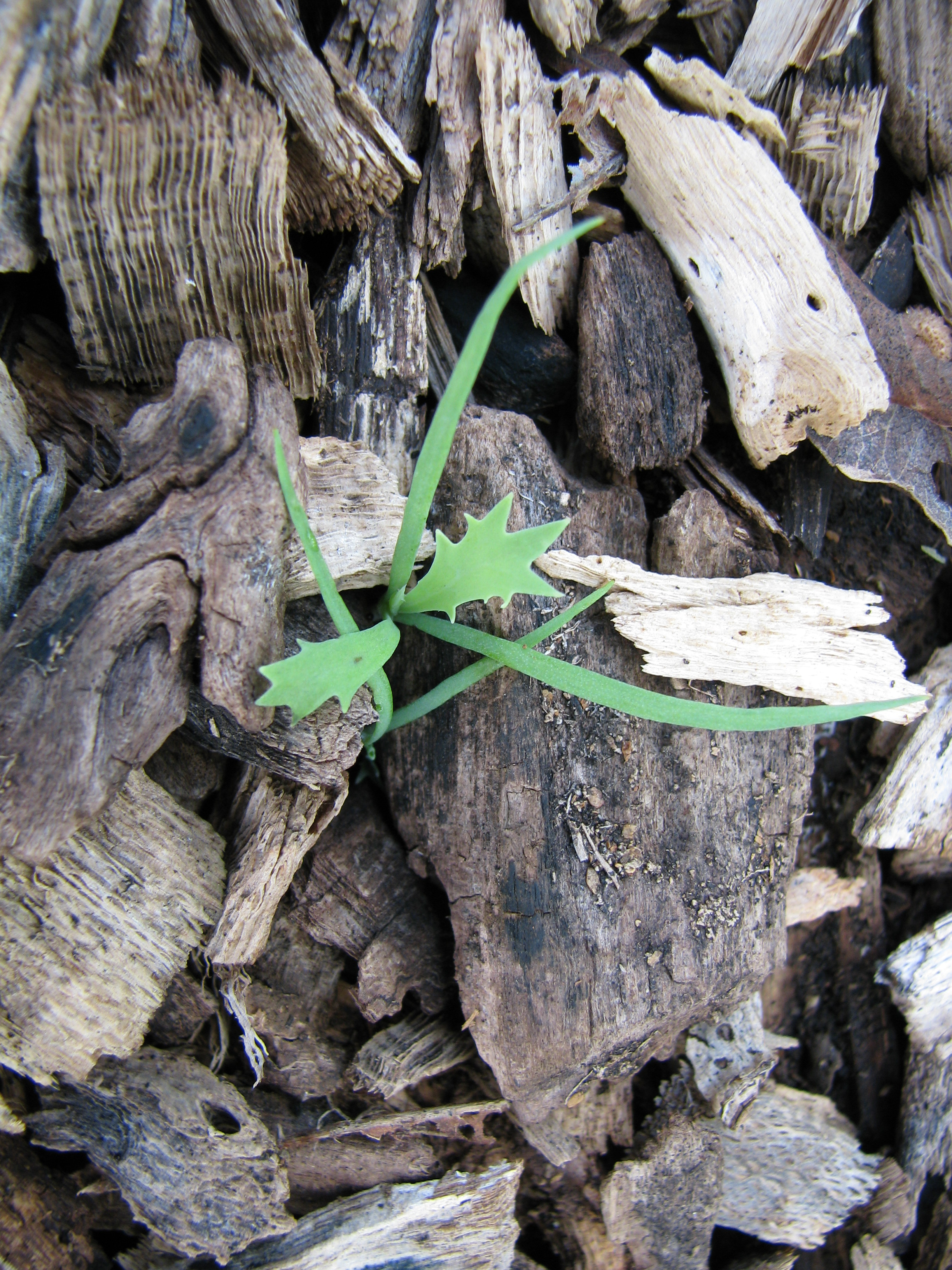
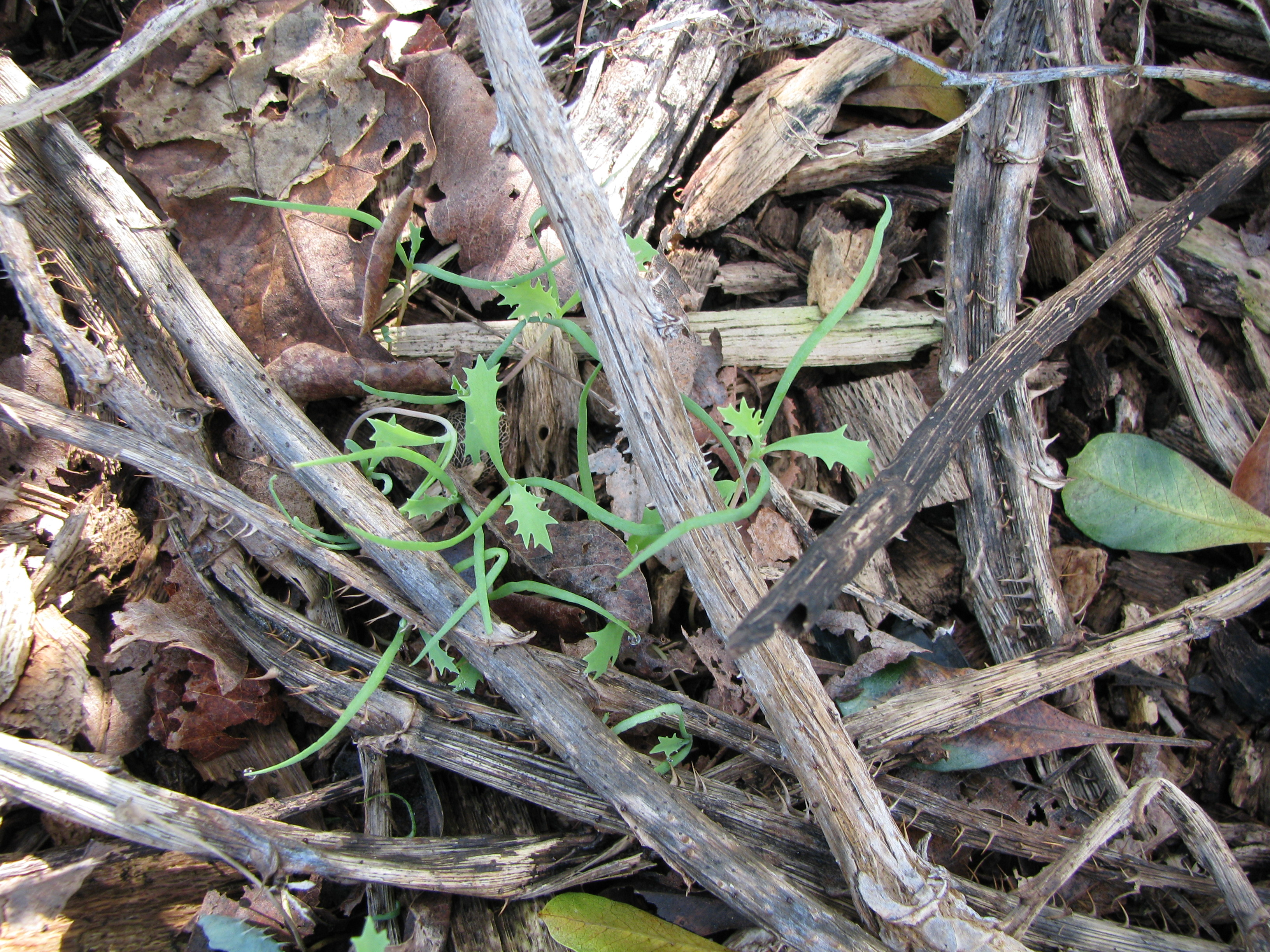